# Мирослав Стояновський
Генерал-лейтенант Мирослав Стояновський (10 липня 1959, Скоп'є ) — колишній начальник Генерального штабу АРМ (2005-2011).

## Біографія
Генерал Стояновський народився 10 липня 1959 року в Скоп'є. Одружений з Маргаретою Стояновською, з якою має трьох дітей.
12 серпня 2012 року генерал Стояновський був причетний до інциденту, який стався в кав'ярні «Гранд» у районі Тафталідзе, де проходила вечірка, під час якої його син сварився з іншим відвідувачем вечірки. Увечері, близько 22:00, Стояновський разом із братом прибув до бару і напав на чоловіка з ініціалами A.Ж., а потім посадив його в автомобіль і доставив до відділку поліції в мікрорайоні Карпош. Згодом зловмисник подав до суду на генерала та його брата, і у вересні 2013 року розпочався суд, під час якого відбулося сім судових процесів. Двох братів спочатку звинуватили у незаконному позбавленні волі. Однак у жовтні 2014 року обвинувальний акт було змінено, яке відразу застаріло, так що в листопаді 2014 року Основний суд Скоп’є 1 виправдав генерала Стояновського.

## Освіта
- Військова середня школа - Белград (1974–1978)
- Військова академія КОВ - напрямок піхоти Белграда і Сараєво (1978 -1982)
- Курс офіцерів військової поліції (1983)
- Академія командного штабу - Скоп'є (1995-1996)
- Оборонний коледж НАТО - Рим (Італія) (1998)

## Військова кар'єра
- 1982 - 1984 командир взводу військової міліції
- 1984 – 1989 командир роти військової міліції
- 1989-1991 командир контртерористичної роти
- 1991–1992 — заступник командира батальйону військової міліції
- 1992-1994 рр. начальник відділу військової міліції сектору безпеки та розвідки Міністерства оборони
- 1994-1998 командир підрозділу спеціального призначення в Міністерстві оборони Республіки Македонія
- 1998-1999 Кабінет начальника Генерального штабу АРМ
- 1999-2000 Заступник начальника відділу стратегічних досліджень Генерального штабу АРМ
- 2000-2001 рр. завідувач кафедри фізичного виховання Військової академії
- 2001-2003 командир 1 піхотної бригади
- 2003-2005 Заступник начальника Генерального штабу з б/д та операцій
- 2005-2011 начальник Генерального штабу АРМ
- 2006 Присвоєно звання генерал-лейтенанта

## Військові звання
- Підпоручник(1982)
- Поручник (1983)
- Капітан (1986)
- Капітан I класу (1990)
- Майор (1991)
- Підполковник (1994)
- Полковник (1998)
- Бригадний генерал (2001)
- Генерал-майор (2003)
- Генерал-лейтенант (2006)

## Нагороди
- Медаль для військової заслуги  (1985)
- Срібний знак за багаторічну службу в АРМ
- Меморіальна дошка АРМ (2012)
- Велика дошка Спілки бійців Республіки Македонія
- Медаль Почесного легіону
- Медаль для почесного члена Національної гвардії Вермонта

## Зовнішні посилання
- Персональна сторінка начальника Мирослава Стояновського [Архівовано 7 вересня 2009 у Wayback Machine.]
- Міністерство оборони Республіки Македонія [Архівовано 18 лютого 2022 у Wayback Machine.]